# حادث تحطم طائرة منتخب زامبيا لكرة القدم
في يوم 27 أبريل 1993 ، تحطمت طائرة من طراز DHC-5 بعد وقت قصير من إقلاعها من ليبرفيل ، غابون. كانت الطائرة تقل معظم منتخب زامبيا لكرة القدم في رحلتهم إلى تصفيات كأس العالم ضد السنغال في داكار. وقد قُتل جميع الركاب وعددهم خمس وعشرون بالإضافة إلى خمسة من أفراد طاقم الطائرة. , وانتهي التحقيق الرسمي إلى أن النيران قد اشتعلت في إحدى محركات الطائرة، وبدلاً من أن يقوم قائد الطائرة بإطفاء المحرك المشتعل، قام بإطفاء المحرك السليم عن طريق الخطأ لتسقط الطائرة في البحر
وكان من المتوقع أن تنسحب زامبيا من تصفيات كأس العالم 1994 بعد هذه الحادثة، إلا أن كالوشا بواليا، الذي نجا من الموت ( حيث سافر بطائرة خاصة إلى السنغال)، قرر بناء فريق جديد من لاعبين لا يتمتعون بالخبرة، إلا أنهم لم ينجحوا في الوصول إلى إلى كأس العالم 
.